# Lesley-Anne Down
Lesley-Anne Down, née le 17 mars 1954 à Wandsworth, dans le quartier de Londres, (Angleterre, Royaume-Uni), est une actrice, chanteuse et mannequin britannico-américaine.

## Biographie

### Jeunesse et débuts
Lesley-Anne Down naît à Wandsworth, un quartier du sud de Londres.
Elle commence à jouer la comédie et à faire du mannequinat, et durant son adolescence, elle remporte plusieurs concours de beauté. Elle a notamment été élue la plus belle adolescente de Grande-Bretagne à l'âge de 15 ans. Elle quitte l'école à 15 ans et part aux États-Unis pour la première fois à 17 ans.
Elle débute au cinéma en 1969 avec un rôle secondaire dans le film dramatique britannique de sexploitation The Smashing Bird I Used to Know (en).

### Carrière
Dans les années suivantes, Lesley-Anne Down paraît notamment dans les films Jeanne, papesse du diable (1972) et Frissons d'outre-tombe (1974).
Elle accède à la célébrité grâce à la série télévisée Maîtres et Valets (1971-1975) et, dans le même temps, internationalise sa carrière en tournant avec Kirk Douglas et John Wayne. Sur les plateaux de ses films suivants, elle côtoie Laurence Olivier, et surtout Elizabeth Taylor qui la prend sous son aile.

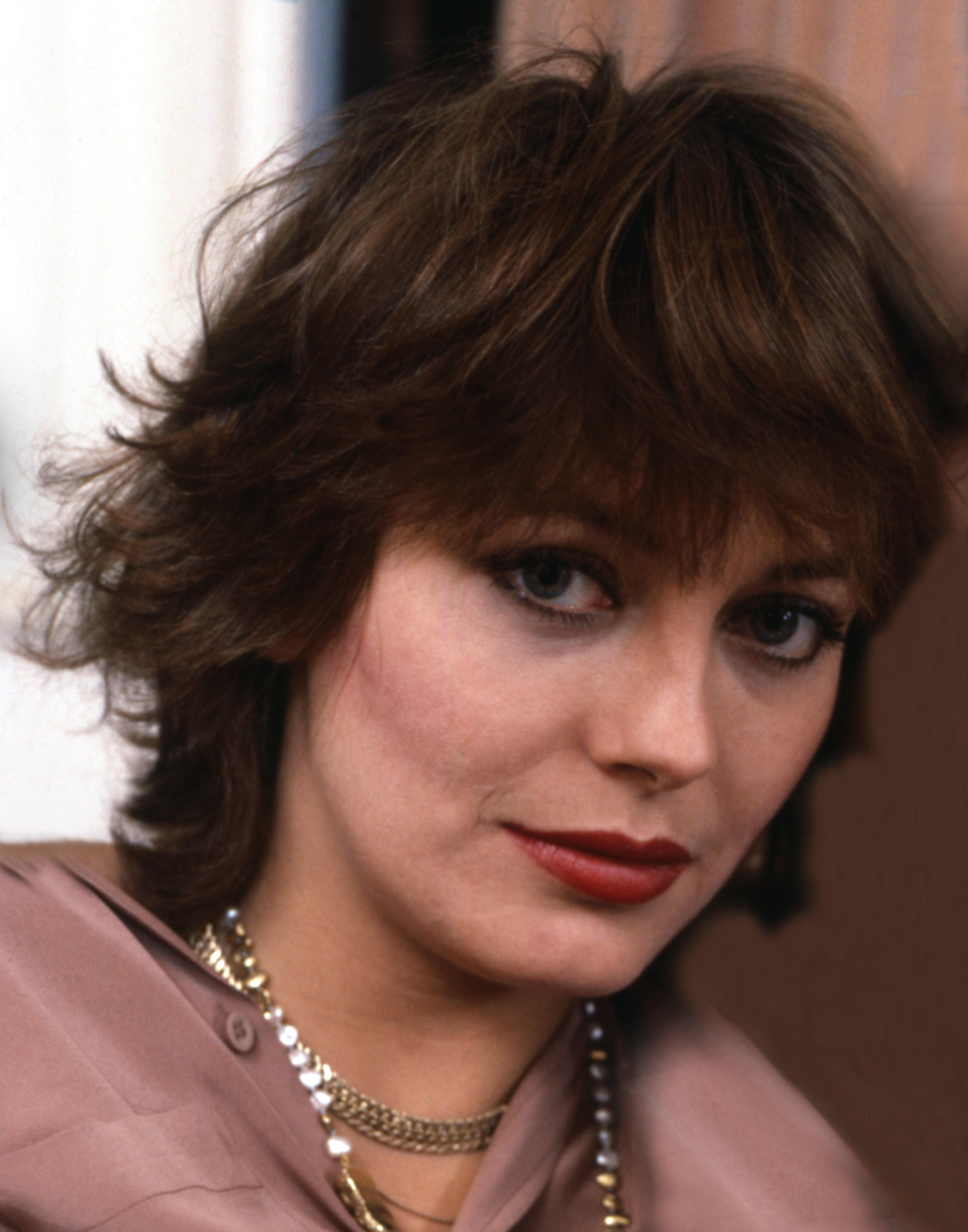
Lesley-Anne Down en 1979.

En 1979, elle joue dans La Grande Attaque du train d'or de Michael Crichton, aux côtés de Sean Connery et Donald Sutherland, et dans Guerre et Passion de Peter Hyams, aux côtés de Christopher Plummer et Harrison Ford. Elle enchaîne avec Le lion sort ses griffes de Don Siegel, puis Sphinx de Franklin J. Schaffner, avec Maurice Ronet.
La télévision lui permet de diversifier encore davantage ses registres. Elle tourne des adaptations d'Agatha Christie et Erich Maria Remarque, donne la réplique à Olivia de Havilland et Anthony Hopkins, incarne l'Esméralda de Victor Hugo. Mais c'est en héroïne des Derniers Jours de Pompéi qu'elle séduit le public américain en 1984 : elle et Duncan Regehr sont les révélations sexy de la série.
Après l'avoir remarquée en couverture de Vogue, le producteur David Wolper lui propose le rôle de Meggie Cleary dans Les oiseaux se cachent pour mourir mais l'actrice ne peut accepter. Il revient à la charge en 1985 avec l'adaptation du best-seller américain Nord et Sud, pour laquelle elle retrouve Kevin Connor, le réalisateur de Frissons d'outre-tombe. Elle y est partagée entre un mari odieux (David Carradine) et un amant fougueux (Patrick Swayze).
Lesley-Anne Down forme avec Pierce Brosnan le couple vedette de Nomads, un film de John McTiernan. Ensuite, elle tourne pour la télévision un remake de Indiscret de Stanley Donen, où elle succède à Ingrid Bergman et Robert Wagner à Cary Grant. En 1990, les producteurs de Dallas lui offrent un pont d'or : un million de dollars et une « luxueuse maison sur la plage des stars de Malibu » pour douze épisodes, « au grand dam de Larry Hagman » selon Télé poche.
Quatre ans plus tard, elle est la partenaire de Charles Bronson au cinéma. Habituée des films d'action, elle partage aussi l'affiche avec Burt Reynolds et Steven Seagal au fil de sa carrière. Dans les années 1990, sa carrière, devenue erratique, la fait passer du film Seven Days of Grace à un épisode de Diagnostic : Meurtre. Depuis, à part une adaptation de Mary Higgins Clark, ce sont les soap operas – Sunset Beach (1997-1999), Des jours et des vies (2001), Amour, Gloire et Beauté (depuis 2003) – qui constituent la partie la plus visible de son activité.

### Vie privée
Lesley-Anne Down partage un mari avec Jeanne Moreau : il s'agit du réalisateur américain William Friedkin ; un long et difficile procès (qu'elle gagna) les opposa à propos de leur fils.

## Filmographie

### Cinéma

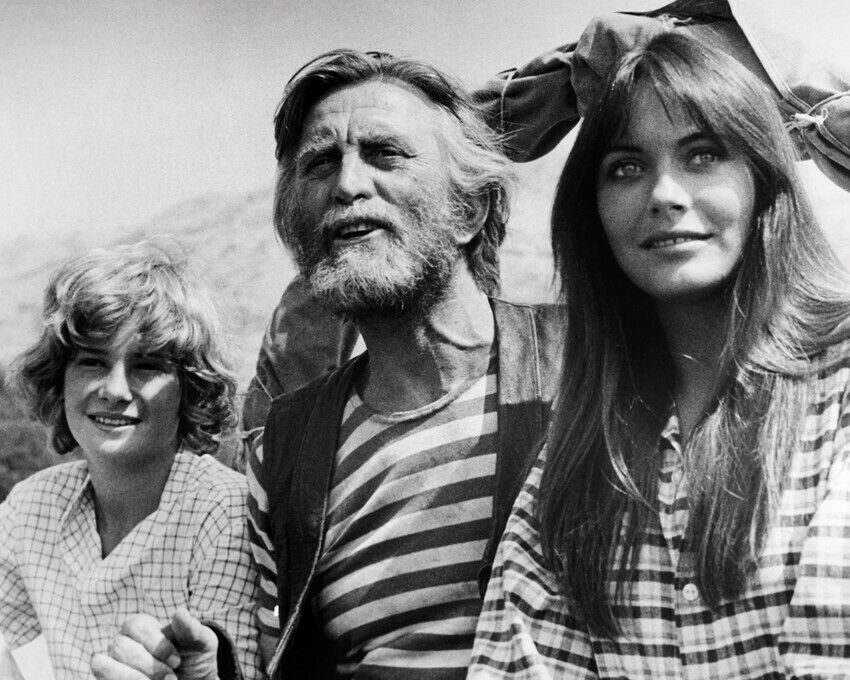
Lesley-Anne Down avec Kirk Douglas et Mark Lester dans Le Trésor de Box Canyon (1973).

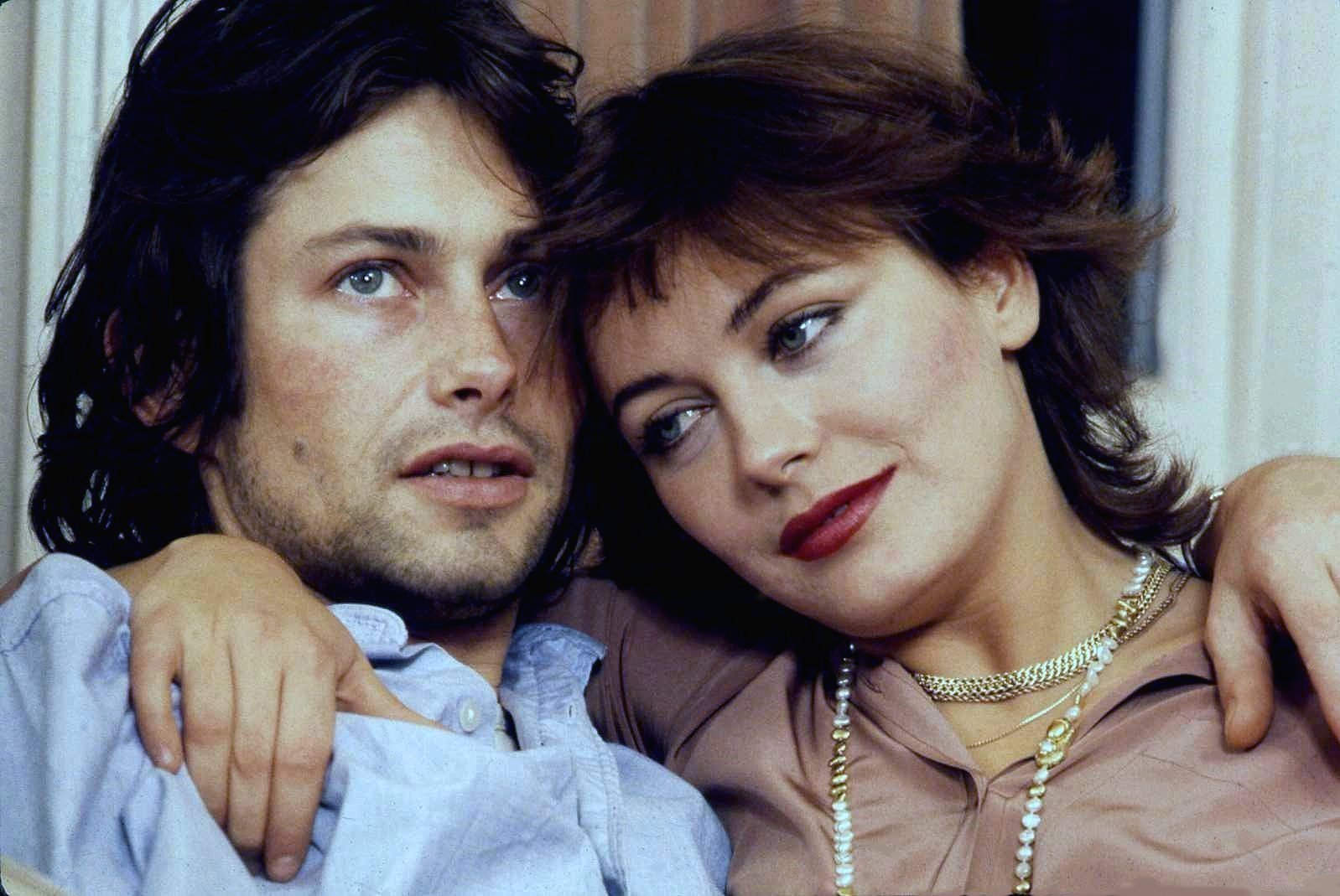
Lesley-Anne Down et Bruce Robinson en 1979.

- 1969 : All the Right Noises : Laura
- 1969 : School for Unclaimed Girls : Diana
- 1970 : Sin un adiós
- 1971 : Assault de Sidney Hayers : Tessa Hurst
- 1971 : Comtesse Dracula (Countess Dracula) : Ilona Nodosheen, Elisabeth's Daughter
- 1972 : Jeanne, papesse du diable (Pope Joan) : Cecilia
- 1973 : Frissons d'outre-tombe (From Beyond the Grave) : Rosemary Seaton (segment The Door)
- 1973 : Scalawag de et avec Kirk Douglas : Lucy-Ann
- 1975 : Brannigan : Luana
- 1976 : Quand la panthère rose s'emmêle (The Pink Panther Strikes Again) : Olga Bariosova
- 1978 : The Betsy de Daniel Petrie : Lady Bobby Ayres
- 1977 : A Little Night Music de Harold Prince : Anne Egerman
- 1979 : La Grande Attaque du train d'or (The First Great Train Robbery) : Miriam
- 1979 : Guerre et Passion (Hanover Street) : Margaret Sellinger
- 1980 : Le lion sort ses griffes (Rough Cut) de Don Siegel : Gillian Bromley
- 1981 : Sphinx de Franklin J. Schaffner : Erica Baron
- 1986 : Nomads : Flax
- 1992 : Out of Control : Elaine Patterson
- 1993 : Night Trap : Christine Turner
- 1994 : Munchie Strikes Back : Linda McClelland
- 1994 : Le Justicier : L'Ultime Combat (Death Wish V: The Face of Death) : Olivia Regent
- 1994 : In the Heat of Passion II: Unfaithful : Jean Bradshaw
- 1996 : Espions en herbe (The Secret Agent Club) : Eve
- 1997 : Voici Wally Sparks (Meet Wally Sparks) : Hooker Nurse
- 2000 : La Princesse et le Capitaine (The King's Guard) : Reine Beatrice
- 2001 : The Meeksville Ghost avec Judge Reinhold : Emily Meeks
- 2002 : 13th Child : District Attorney Murphy
- 2005 : Today You Die : Bank Manager
- 2006 : Seven Days of Grace : Lilian
- 2012 : Rosewood Lane de Victor Salva : le Dr Cloey Talbot
- 2014 : The List d'Harris Goldberg : Victoria
- 2021 : Reagan de Sean McNamara : Margaret Thatcher

### Télévision
- 1971 : To Lay a Ghost : Diana Carver
- 1973 : Maîtres et Valets : Georgina Worsley (22 épisodes, 1973–1975)
- 1977 : Play of the Month, épisode Heartbreak House d'après George Bernard Shaw
- 1977 : Supernatural, épisode Mr. Nightingale
- 1978 : The One and Only Phyllis Dixey de Michael Tuchner : Phyllis Dixey
- 1981 : Unity : Unity Mitford
- 1982 : Un meurtre est-il facile ? (Murder Is Easy) d'après Agatha Christie : Bridget Conway
- 1982 : Le Bossu de Notre-Dame : Esméralda
- 1984 : Les Derniers Jours de Pompéi (The Last Days of Pompeii) : Chloe
- 1985 : Arch of Triumph d'après Erich Maria Remarque : Joan Madou
- 1985 : Nord et Sud (North and South) : Madeleine Fabray LaMotte
- 1986 : Nord et Sud 2 (North and South II) : Madeleine Fabray LaMotte
- 1986 : Dynastie : Ellena Corey (deux épisodes)
- 1988 : La Star et le Diplomate (Indiscreet) : Anne Kingston
- 1988 : Strip-tease fatal (Ladykillers) : Morganna Ross
- 1989 : The Frog Girl : Speaker
- 1989 : Night Walk : Geneva Miller
- 1990 : Dallas : Stephanie Rogers
- 1992 : 1775 : Annabelle Proctor
- 1994 : Une nounou d'enfer, épisode Maggie the Model
- 1994 : Nord et Sud 3 (Heaven & Hell: North & South, Book III) : Madeleine Main
- 1995 : Tel père... tel flic ! (Family of Cops) de Ted Kotcheff : Anna Novacek
- 1996 : Dar l'invincible 3 (Beastmaster: The Eye of Braxus) de Gabrielle Beaumont : Morgana
- 1996 : Diagnostic : Meurtre, un épisode
- 1997 - 1999 : Sunset Beach : Olivia Blake Richards
- 1998 : Amour incorporé (Young Hearts Unlimited) : Barbara Young
- 2001 : Des jours et des vies, cinq épisodes
- 2001 : Mariage mortel (The Perfect Wife) : Helen Coburn
- 2001 : Tu m'appartiens (ru) (You Belong to Me) : Dr Susan Chancellor
- 2003 - 2012 : Amour, Gloire et Beauté : Jacqueline Payne